# Zbór Kościoła Chrześcijan Baptystów w Hajnówce
Zbór Kościoła Chrześcijan Baptystów w Hajnówce – zbór Kościoła Chrześcijan Baptystów znajdujący się w Hajnówce, przy ulicy Batorego 46. Powstał w 1927 roku. Organizacyjnie należy do białostockiego okręgu Kościoła Chrześcijan Baptystów w RP.

## Historia
Początki zboru sięgają roku 1925. Zorganizowany zbór, z regularnymi nabożeństwami, powstał w roku 1927. Pierwszym przewodniczącym był Grzegorz Łuszczak. W 1928 odłączyła się odeń grupa wiernych tworząc zbór zielonoświątkowy. W 1929 do zielonoświątkowców przeszedł Łuszczak. Do roku 1930 zbór był placówką zboru w Bielsku Podlaskim, jednak w statystykach za rok 1932 w dalszym ciągu traktowana jest jako placówka zboru bielskiego. W 1936 roku liczba członków wynosiła 39, a pod opieką zboru znajdowało się łącznie 96 osób.
W 1937 roku wyjechał kaznodzieja Cyryl Iwanow, a w 1940 Mikołaj Sylwesiuk, co osłabiło zbór . Podczas okupacji sowieckiej utracono zajmowany lokal, ze względu na nałożenie przez okupanta wysokiego podatku. Na czas niemieckiej okupacji zielonoświątkowcy przyłączyli się do zboru. Przewodniczącym zboru był wtedy Grzegorz Ziemcow, który sympatyzował z zielonoświątkowcami. Po wojnie zielonoświątkowcy wraz z Ziemcowem, dotychczasowym przewodniczącym zboru baptystów, odeszli i założyli własny zbór. Ziemcow działał odtąd u zielonoświątkowców, po czym przeszedł do tzw. „prostaków”. W latach 50. największym problemem zboru było to, że dzieci wielu zborowników (przedstawicieli pierwszego pokolenia) nie uczęszczała do zboru. „Nie znaleźliśmy dotychczas drogi do pozyskania tej młodzieży” – ocenił w 1958 roku Jan Mackiewicz, pastor z Bielska Podlaskiego.
W latach 1967–1969 służył zborowi jako kaznodzieja Konstanty Wiazowski.
Sytuacja w zborze ustabilizowała się około roku 1975 .
W latach 1986–1990 wybudowana została nowa kaplica. Uroczyste otwarcie odbyło się 15 września 1991 roku. Nowy obiekt stanowił dla zboru nowe możliwości. Zaczął on służyć wiernym z całego okręgu (zbory z Narwi, Dubicz Cerkiewnych, Policznej) .
W 1993 roku wraz ze zborem zielonoświątkowym i zborem Kościoła Bożego w Chrystusie uczestniczył w ewangelizacji satelitarnej Billy’ego Grahama przeprowadzanej z Essen dla całej Europy (ProChrist).
W 2011 roku rozpoczęto współpracę z Bankiem Żywności wydając żywność dla ponad tysiąca osób mieszkańców Hajnówki .

## Przewodniczący i pastorzy zboru

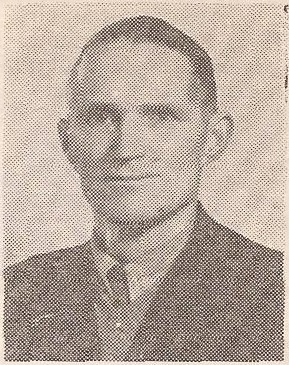
Grzegorz Ziemcow (1896–1969), przewodniczący w latach 1939–1945

W historii zboru powoływano wielu przewodniczących oraz pastorów.
Przewodniczący zboru
- Grzegorz Łuszczak (1927–1928)
- Mikołaj Sylwesiuk (1928–1940)
- Grzegorz Ziemcow (1941–1945)
- Aleksander Sładkiewicz (1945 od stycznia do lipca)
- Grzegorz Suchodoła (1945–1948)
- Daniel Melcer (1949)
- Agafon Tomaszuk (1955–1960; 1965–1967; 1977–1978)[9]

Pastorzy
- Cyryl Iwanow (1928–1937)
- Piotr Żachanowicz (1950–1955)
- Leon Ditrich (1961–1963)
- Aleksander Kircun (1963–1965)
- Włodzimierz Barna (1969–1973)
- Zbigniew Dąbrowski (1973–1977)
- Janusz Zwierzchowski (1979–1983)
- Jan Mroczek (1983–1991; 1992–1999)[9]
- Jerzy Szachiewicz[6]